# Mars Surveyor 2001 Lander

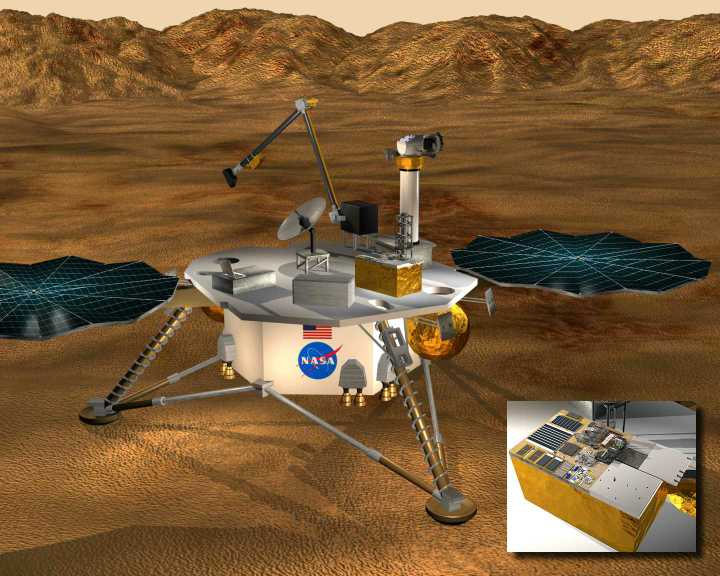
Concepção artística do Mars 2001 Surveyor Lander Spacecraft, com um close mostrando detalhes do instrumento MIP

Mars Surveyor 2001 Lander foi uma sonda espacial que deveria ir a Marte em Maio de 2000 após as missões falhas Mars Climate Orbiter e Mars Polar Lander ao final de 1999; a sonda acompanhava a nave Mars Surveyor 2001 Orbiter, renomeada de 2001 Mars Odyssey, e foi lançada em 24 de Outubro de 2001.
A sonda foi construída para a NASA sob contrato da Lockheed Martin. o design básico do pousador da sonda é idêntico ao do Mars Polar Lander, que deveria ser o primeiro da série de pousadores "Mars Surveyor"  de baixo custo enviados à Marte. Devido ao cancelamento da missão, custos maiores que o planejado e problemas técnicos causados pelo design do pousador e o rover Anthena planejado foi substituído por um menor, réplica do  Sojourner, que era parte integrante da missão Mars Pathfinder. O Anthena só pousou em Marte mais tarde, em dois rovers na missão Mars Exploration Rovers de 2004. O segundo destes, MER-B Opportunity, pousou no alvo que era da Mars Surveyor 2001 Lander, Meridiani Planum.
Mars Surveyor 2001 Lander também deveria levar um instrumento à borto, o MIP (Mars ISPP Precursor), que deveria mostrar a produção de oxigênio a partir da Atmosfera de Marte,, bem como testar a tecnologia de células solares e métodos para mitigar o efeito da poeira marciana nos sistemas de energia.
A sonda em si foi guardada e depois usada como o pousador da missão Phoenix; e se encontra na região polar norte do planeta. A Phoenix leva a bordo três instrumentos que foram originalmente construídos para a missão Mars Surveyor 2001 Lander: 
- O Microscopy, Electrochemistry, and Conductivity Analyzer (MECA);
- O Mars Descent Imager (MARDI), câmera nunca usada;
- O Robotic Arm, que foi modificado para a missão Phoenix.